# Torpedo bauchotae
Torpedo bauchotae — малоизученный вид скатов рода гнюсов семейства гнюсовых отряда электрических скатов. Это хрящевые донные рыбы  с крупными, уплощёнными грудными и брюшными плавниками, образующими диск, коротким и толстым хвостом, двумя спинными плавниками и хорошо развитым хвостовым плавником. Они способны могут генерировать электрический ток. Обитают в центрально-восточной и юго-восточной части Атлантического океана на глубине до 60 м. Максимальная зарегистрированная длина 60 см. Окраска жёлто-коричневого или розовато-охристого цвета с тёмными и светлыми пятнами. Размножаются яйцеживорождением. Не представляют интереса для коммерческого рыболовства. Страдают от прилова, поскольку в их ареале ведётся интенсивный промысел креветок. 

## Таксономия
Впервые новый вид был описан в 1978 году. Голотип представляет собой неполовозрелого самца длиной 14,7 см, пойманного в водах Конго (4°46′01″ ю. ш. 11°43′01″ в. д.). Паратип: неполовозрелая самка длиной 13,6 см, пойманная у берегов Сенегала. Вид назван в честь мадам М. Л. Бошо, помощника руководителя Национального музея естественной истории (Париж).

## Ареал
Torpedo bauchotae в восточно-центральной и южно-центральной части Атлантики от Сенегала до Анголы, у берегов Бенина, Камеруна, Демократической Республики Конго, Кот-д’Ивуар, Экваториальной Гвинеи, Габона, Гамбии, Ганы, Гвинеи, Гвинеи-Бисау, Либерии, Нигерии, Сенегала, Сьерра-Леоне и Того. Они встречаются на глубине от 5 до 60. 

## Описание
Грудные плавники этих скатов формируют диск, ширина которого превышает длину. По обе стороны головы сквозь кожу проглядывают электрические парные органы в форме почек. Позади маленьких глаз расположены брызгальца. Спинные плавники закруглены. На нижней стороне диска расположены пять пар изогнутых жаберных щелей.  Окраска дорсальной поверхности жёлто-коричневого или розовато-охристого цвета с тёмными и светлыми пятнами. Максимальная зарегистрированная длина 14,5 см, по другим данным 60 см.

## Биология
Биология этих скатов слабо изучена. Для защиты они способны генерировать электричество. Они размножаются яйцеживорождением, подобно прочим электрическим скатам. 

## Взаимодействие с человеком
Эти скаты не представляют интереса для коммерческого рыболовства. В качестве прилова они могут попадаются при коммерческом донном тралении. Международный союз охраны природы присвоил виду охранный статус «Вымирающий».